# Arsen Alachverdijev
Arsen Šachlamazovič Alachverdijev (rusky Арсен Шахламазович Алахвердиев, * 24. ledna 1949, Magaramkent, Dagestán) je bývalý sovětský zápasník ve volném stylu a stříbrný medailista z Letních olympijských her 1972 v Mnichově v muší váze, je vítězem Světového poháru, držitel stříbrné medaile z mistrovství světa a trojnásobný mistr Evropy.

## Životopis
Alachverdijev se narodil v městečku Magaramkent v Dagestánu poblíž ázerbájdžánských hranic. K zápasu se dostal v roce 1964, kdy studoval na střední škole, již dokončil v roce 1966. Jeho vzorem byl mnohonásobný mistr světa v zápase Ali Alijev. V roce 1971 absolvoval Státní dagestánský technický institut v Machačkale. Po skončení své kariéry pracoval jeden rok jako technický inženýr, ale poté se k zápasu vrátil jako trenér. Jeho syn Velichan Alachverdijev se stal také zápasníkem a je medailistou z mistrovství Evropy.
Na mistrovství SSSR dal poprvé o sobě vědět v roce 1970, kdy obsadil 4. místo, poté se postupně zlepšoval a v olympijském roce byl stříbrný a byl vybrán pro boj na olympijských hrách do Mnichova. Mistrem své země se stal paradoxně až v roce 1975 na Spartakiádě národů SSSR, kdy už měl u sebe tři zlaté medaile z mistrovství Evropy. Se zápasem aktivně skončil v roce 1979.

## Alachverdijev na olympijských hrách 1972
Na olympijských hrách 1972 Alachverdijev porazil v 1. kole Mohammeda Arefa z Afghánistánu s jedním trestným bodem, ve 2. kole pak Wanelge Castilla z Panamy s připsaným 0.5 trestného bodu a ve 3. kole ztratil jeden bod při výhře nad Mongolem Dordžovdynem Ganbatem. V dalším zápasem položil na lopatky Itala Vincenzo Grassiho, načež zaznamenal remízu s Rumunem Pietru Ciarnăuem. Na cestě do finále jej ale ještě čekal Ind Sudeš Kumar, nad nímž zvítězil se ztrátou jednoho bodu. Do finále o medaile vstoupil s 5.5 trestnými body, ale dobře věděl, že skvělý Japonec Kijomi Kato má pouhý 1.5 bodu. Když pak souboj s Kim Gwong-Hyongem z KLDR skončil remízou 2:2, byl zápas o zlato formální a Alachverdijev v něm na body prohrál. Stříbrná medaile byla Alachverdijevovým největším sportovním úspěchem.

## Úspěchy na mistrovstvích Evropy a světa
Už před olympiádou se zúčastnil Alachverdijev mistrovství Ebropy konané v Katovicích a hned získal svůj první evropský titul, když skončil před Bulharem Baju Bajevem a Rumunem Emilem Butu. Rok po olympiádě sahal Alachverdijev po zlatu i na mistrovství světa v Teheránu. Tam však byl nad jeho síly domácí zápasník Ebráhím Džavádí, za stříbrným Alachverdijevem zůstal Japonec Júdži Takada. Týž rok obhájil v Lausanne titul mistra Evropy, když předčil Ali Rızu Alana z Turecka a Maďara Henrika Gála. Po roční pauze získal třetí titul v Ludwigshafenu v roce 1975, kdy za ním opět skončil Ali Rıza Alan a třetí byl Polák Władysław Stecyk.